# Синегорск (Костанайская область)
Синегорск (каз. Синегорск) — упразднённое село в Денисовском районе Костанайской области Казахстана. Входило в состав Аятского сельского округа. Находится примерно в 46 км к северо-западу от районного центра, села Денисовка. Код КАТО — 394037300. Ликвидировано в 2013 году.

## Население
В 1999 году население села составляло 324 человека (162 мужчины и 162 женщины). По данным переписи 2009 года в селе проживал 91 человек (49 мужчин и 42 женщины).